# ラリー・スルンガ
ラリー・スルンガ(Larry Sulunga、1998年10月22日 - ）は、トンガ出身のラグビーユニオン選手。ジャパンラグビーリーグワンの三重ホンダヒートに所属している。

## 略歴
トンガ出身。トゥポカレッジ卒業。
2018年、NTTドコモレッドハリケーンズ(現・NTTドコモレッドハリケーンズ大阪)に加入。同年9月9日にジャパンラグビートップチャレンジリーグ1stステージ第1節栗田工業ウォーターガッシュ戦に先発出場で日本での公式戦初出場を果たす。
2022年7月、NTT再編に伴う新チーム浦安D-Rocks選手スコッドに選ばれた。
2022年、トンガサムライXVスコッドとして、チャリティーマッチに出場。
2024年6月、三重ホンダヒートに入団。2025年5月31日、退団発表。
2025年7月21日、三重ホンダヒートとの再契約を発表した。